# Plain City (Ohio)
Pour les articles homonymes, voir Plain City.
Plain City est un village américain situé dans les comtés de Madison et d'Union, dans l'Ohio. Selon le recensement de 2010, sa population est de 4 225 habitants.